# Juraj Papánek
Juraj Papánek z Kuklova (1. dubna 1738, Kuklov u Kút – 11. dubna 1802, Olasz, jižní Maďarsko) byl slovenský zeman, katolický kněz a historik, který psal latinsky.

## Život a dílo
Pocházel z rodiny, která byla za zásluhy v tureckých válkách v 17. století povýšena do šlechtického stavu. Studoval gymnázium v Mikulově a v Bratislavě, filosofii v Pešti, práva v Egeru a teologii v Pécsi a byl pak farářem v různých obcích v jižních Uhrách, na maďarsko-chorvatském pomezí. Po řadě menších historických studií vydal v roce 1780 v Pécsi dílo "Historia gentis Slavae. De regno regibusque Slavorum" (Dějiny slovenského národa. O království a králech Slováků), které je považováno za první národní dějiny Slovenska. Toto dílo, i přes jeho ne zcela vědeckou metodu, splnilo v době národního obrození důležité poslání. Vycházel z něj J. Fándly při práci na díle "Krátke dejiny slovenského národa".
Papánek byl jedním z prvních národně uvědomělých Slováků. Slovensko považoval za slovanskou pravlast a slovenštinu za nejpůvodnější jazyk Slovanů. Bojoval za rovnoprávnost Slováků v rámci Uherska a poukazoval na to, že Slováci jsou nejautentičtější dědicové odkazu sv. Cyrila a Metoděje.